# A galaxis őrzői epizódjainak listája
Ez a lista A galaxis őrzői című televíziós animációs sorozat epizódjainak felsorolását tartalmazza.

## Áttekintés
| Évad | Évad | Részek száma | Részek száma | Eredeti sugárzás    | Eredeti sugárzás   | Eredeti adó | Magyar sugárzás   | Magyar sugárzás   | Magyar adó |
| Évad | Évad | Részek száma | Részek száma | Évadbemutató        | Évadzáró           | Eredeti adó | Évadbemutató      | Évadzáró          | Magyar adó |
| ---- | ---- | ------------ | ------------ | ------------------- | ------------------ | ----------- | ----------------- | ----------------- | ---------- |
|      | 1.   | 26           | 26           | 2015. szeptember 5. | 2016. december 17. | Disney XD   | 2016. december 3. | 2017. február 25. | RTL Spike  |
|      | 2.   | 26           | 26           | 2017. március 11.   | 2017. december 3   | Disney XD   | n. a.             | n. a.             | n. a.      |
|      | 3.   | 26           | 26           | 2018. március 18.   | 2019. június 9.    | Disney XD   | n. a.             | n. a.             | n. a.      |

## Évadok

### Első évad minisorozat (2015)
| Sor. | Év. | Cím                      | Rendező | Író | Premier                  | Nézettség     |
| ---- | --- | ------------------------ | ------- | --- | ------------------------ | ------------- |
| 1.   | 1.  | Űrlord (Star-Lord)       |         |     | 2015. augusztus 1. n.a.  | , millió n.a. |
| 2.   | 2.  | Groot (Groot)            |         |     | 2015. augusztus 8. n.a.  | , millió n.a. |
| 3.   | 3.  | Mordály (Rocket Raccoon) |         |     | 2015. augusztus 15. n.a. | , millió n.a. |
| 4.   | 4.  | Drax (Drax)              |         |     | 2015. augusztus 22. n.a. | , millió n.a. |
| 5.   | 5.  | Gamora (Gamora)          |         |     | 2015. augusztus 29. n.a. | , millió n.a. |

### Első évad (2015–2016)
| Sor. | Év. | Cím                                                                          | Rendező       | Író                | Premier                                | Nézettség         | Gyártási szám |
| ---- | --- | ---------------------------------------------------------------------------- | ------------- | ------------------ | -------------------------------------- | ----------------- | ------------- |
| 1.   | 1.  | Út a Tudástérbe (Road to Knowhere)                                           | Leo Riley     | Marty Isenberg     | 2015. szeptember 5. 2016. december 3.  | 0,39 millió n. a. | 101           |
| 2.   | 2.  | Tudástér-iszony (Knowhere to Run)                                            | Leo Riley     | Marty Isenberg     | 2015. szeptember 26. 2016. december 3. | 0,51 millió n. a. | 102           |
| 3.   | 3.  | Gyűjtő-szenvedély (One in a Million You)                                     | James Yang    | Steven Melching    | 2015. október 3. 2016. december 4.     | 0,76 millió n. a. | 103           |
| 4.   | 4.  | Fogd a Milánót és fuss! (Take the Milano and Run)                            | Jeff Wamester | Andrew R. Robinson | 2015. október 10. 2016. december 4.    | 0,37 millió n. a. | 104           |
| 5.   | 5.  | Gomba galiba (Can't Fight This Seedling)                                     | James Yang    | David McDermott    | 2015. október 17. 2016. december 10.   | 0,35 millió n. a. | 105           |
| 6.   | 6.  | Beépített vétség (Undercover Angle)                                          | Jeff Wamester | Marsha F. Griffin  | 2015. október 24. 2016. december 11.   | 0,?? millió n. a. | 106           |
| 7.   | 7.  | Árulók (The Backstabbers)                                                    | James Yang    | Andrew R. Robinson | 2015. november 7. 2016. december 17.   | 0,36 millió n. a. | 107           |
| 8.   | 8.  | A potyautas (Hitchin' a Ride)                                                | Jeff Wamester | David McDermott    | 2015. november 14. 2016. december 18.  | 0,34 millió n. a. | 108           |
| 9.   | 9.  | Családi gyökerek (We Are Family)                                             | James Yang    | Steven Melching    | 2015. november 21. 2016. december 24.  | 0,34 millió n. a. | 109           |
| 10.  | 10. | Holdkelte (Bad Moon Rising)                                                  | Jeff Wamester | Matt Wayne         | 2015. november 28. 2016. december 25.  | 0,30 millió n. a. | 110           |
| 11.  | 11. | Űrcowboyok (Space Cowboys)                                                   | James Yang    | Mairghread Scott   | 2016. február 11. 2016. december 31.   | 0,34 millió n. a. | 111           |
| 12.  | 12. | A kék kristály kór (Crystal Blue Persuasion)                                 | Jeff Wamester | David McDermott    | 2016. február 28. 2017. január 1.      | 0,45 millió n. a. | 112           |
| 13.  | 13. | Nem félünk a páncéltól (Stuck in the Metal With You)                         | Jeff Wamester | Todd Garfield      | 2016. március 6. 2017. január 1.       | 0,52 millió n. a. | 113           |
| 14.  | 14. | Ne add fel a hited (Don't Stop Believin)                                     | James Yang    | Steven Melching    | 2016. március 13. 2017. január 8.      | 0,27 millió n. a. | 114           |
| 15.  | 15. | Jobb esetben baleset (Accidents Will Happen)                                 | Jeff Wamester | David McDermott    | 2016. március 20. 2017. január 14.     | 0,32 millió n. a. | 115           |
| 16.  | 16. | A világfa-kaland (We Are the World Tree)                                     | James Yang    | Mairghread Scott   | 2016. március 27. 2017. január 15.     | 0,30 millió n. a. | 116           |
| 17.  | 17. | Galaktikus cicaharc (Come and Gut Your Love)                                 | Jeff Wamester | Eric Karten        | 2016. április 3. 2017. január 21.      | 0,29 millió n. a. | 117           |
| 18.  | 18. | Asgardi háború, 1. rész: Villámcsapás (Asgard War, part 1 Lightnin' Strikes) | James Yang    | Marsha Griffin     | 2016. április 10. 2017. január 22.     | 0,33 millió n. a. | 118           |
| 19.  | 19. | Asgardi háború, 2. rész: Ments meg! (Asgard War, part 2 Rescue Me)           | Jeff Wamester | Steven Melching    | 2016. április 17. 2017. január 28.     | 0,42 millió n. a. | 119           |
| 20.  | 20. | A bosszú arénája (Fox on the Run)                                            | Jeff Wamester | Mairghread Scott   | 2016. június 26. 2017. február 4.      | 0,29 millió n. a. | 120           |
| 21.  | 21. | Embertelen kaland (Inhuman Touch)                                            | James Yang    | David McDermott    | 2016. július 3. 2017. február 5.       | 0,32 millió n. a. | 121           |
| 22.  | 22. | Kortex hozott itthon (Welcome Back)                                          | Jeff Wamester | Marsha Griffin     | 2016. július 10. 2017. február 11.     | 0,27 millió n. a. | 122           |
| 23.  | 23. | A nagy zsákmány (I've Been Searching So Long)                                | James Yang    | Steven Melching    | 2016. július 17. 2017. február 12.     | 0,28 millió n. a. | 123           |
| 24.  | 24. | És mégis mozog a Föld (I Feel the Earth Move)                                | Jeff Wamester | Marty Isenberg     | 2016. július 24. 2017. február 18.     | 0,37 millió n. a. | 124           |
| 25.  | 25. | Trükkös tolvajlás (Won't Get Fooled Again)                                   | James Yang    | Henry Gilroy       | 2016. október 2. 2017. február 19.     | 0,39 millió n. a. | 125           |
| 26.  | 26. | Csendes éji zúzda (Jingle Bell Rock)                                         | James Yang    | Grant Moran        | 2016. december 17. 2017. február 25.   | 0,29 millió n. a. | 126           |

### Második évad minisorozat (2017)
| Sor. | Év. | Cím                       | Rendező | Író | Premier                | Nézettség     |
| ---- | --- | ------------------------- | ------- | --- | ---------------------- | ------------- |
| 1.   | 1.  | Pick up the Pieces        |         |     | 2017. február 27. n.a. | , millió n.a. |
| 2.   | 2.  | Star-Lord vs. MODOK       |         |     | 2017. február 28. n.a. | , millió n.a. |
| 3.   | 3.  | Drax Attacks!             |         |     | 2017. március 1. n.a.  | , millió n.a. |
| 4.   | 4.  | Rocket! Groot! Man-Thing! |         |     | 2017. március 2. n.a.  | , millió n.a. |
| 5.   | 5.  | Gamora Strikes!           |         |     | 2017. március 3. n.a.  | , millió n.a. |
| 6.   | 6.  | Guardians Reunited!       |         |     | 2017. március 4. n.a.  | , millió n.a. |

### Második évad (2017)
| Sor. | Év. | Cím                                     | Rendező       | Író                | Premier            | Nézettség         | Gyártási szám |
| ---- | --- | --------------------------------------- | ------------- | ------------------ | ------------------ | ----------------- | ------------- |
| 27.  | 1.  | Stayin' Alive                           | James Yang    | Marty Isenberg     | 2017. március 11.  | 0,20 millió n.a.  | 201           |
| 28.  | 2.  | Evolution Rock                          | Jeff Wamester | Mairghread Scott   | 2017. március 11.  | 0,20 millió n.a.  | 202           |
| 29.  | 3.  | Lyin' Eyes                              | Jeff Wamester | Kevin Burke        | 2017. március 18.  | 0,17 millió n.a.  | 203           |
| 30.  | 4.  | Free Bird                               | James Yang    | Rich Fogel         | 2017. március 25.  | 0,25 millió n.a.  | 204           |
| 31.  | 5.  | Girls Just Wanna Have Fun               | Jeff Wamester | Andrew R. Robinson | 2017. április 8.   | 0,25 millió n.a.  | 205           |
| 32.  | 6.  | Black Helmet Woman                      | James Yang    | David McDermott    | 2017. április 15.  | 0,31 millió n.a.  | 206           |
| 33.  | 7.  | Right Place, Wrong Time                 | Jeff Wamester | Mairghread Scott   | 2017. április 15.  | 0,34 millió n. a. | 207           |
| 34.  | 8.  | Me and You and a Dog Named Cosmo        | James Yang    | Steven Melching    | 2017. április 15.  | 0,32 millió n. a. | 208           |
| 35.  | 9.  | Can't Get It Out of My Head             | Jeff Wamester | David McDermott    | 2017. április 15.  | 0,30 millió n.a.  | 209           |
| 36.  | 10. | Rock Your Baby                          | James Yang    | Mairghread Scott   | 2017. április 15.  | 0,34 millió n.a.  | 210           |
| 37.  | 11. | Symbiote War, Part One - Wild World     | Jeff Wamester | David McDermott    | 2017. május 6.     | 0,34 millió n. a. | 211           |
| 38.  | 12. | Symbiote War, Part Two - I Will Survive | James Yang    | Mairghread Scott   | 2017. május 6.     | 0,34 millió n.a.  | 212           |
| 39.  | 13. | Symbiote War, Part Three - Thunder Road | Jeff Wamester | Andrew R. Robinson | 2017. május 6.     | 0,34 millió n.a.  | 213           |
| 40.  | 14. | Back in Black                           | James Yang    | Tom Pugsley        | 2017. július 8.    | 0,48 millió n.a.  | 214           |
| 41.  | 15. | Knights in Black Helmets                | Jeff Wamester | Henry Gilroy       | 2017. július 8.    | 0,37 millió n.a.  | 215           |
| 42.  | 16. | Nova Me, Nova You                       | James Yang    | Grant Moran        | 2017. július 8.    | 0,32 millió n.a.  | 216           |
| 43.  | 17. | Mr. Roboto                              | Jeff Wamester | Steven Melching    | 2017. július 8.    | 0,24 millió n.a.  | 217           |
| 44.  | 18. | Destroyer                               | James Yang    | Jonathan Callan    | 2017. augusztus 6. | 0,26 millió n.a.  | 218           |
| 45.  | 19. | You Can't Always Get What You Want      | Jeff Wamester | Rich Fogel         | 2017. augusztus 6. | 0,27 millió n.a.  | 219           |
| 46.  | 20. | I've Seen All Good People               | James Yang    | Grant Moran        | 2017. október 29.  | 0,24 millió n.a.  | 220           |
| 47.  | 21. | Another One Bites the Dust              | Jeff Wamester | David McDermott    | 2017. október 29.  | 0,24 millió n.a.  | 221           |
| 48.  | 22. | It's Tricky                             | Jeff Wamester | Henry Gilroy       | 2017. november 5.  | , millió n.a.     | 222           |
| 49.  | 23. | You're No Good                          | James Yang    | Mairghread Scott   | 2017. november 12. | , millió n.a.     | 223           |
| 50.  | 24. | Behind Gold Eyes                        | Jeff Wamester | Marty Isenberg     | 2017. november 12. | , millió n.a.     | 224           |
| 51.  | 25. | Unfortunate Son                         | James Yang    | Eric Karten        | 2017. december 3.  | , millió n.a.     | 225           |